# 프렌즈팝
《프렌즈팝》(Friends Pop)은 2015년 8월 25일에 카카오게임즈에서 출시한 모바일 퍼즐 게임으로, 최초로 카카오프렌즈 캐릭터를 활용한 게임이다. 또한 프렌즈팝의 게임 방식은 인접한 카카오프렌즈 캐릭터 둘의 위치를 바꿔 같은 캐릭터 3개가 일렬이 되면 없어지는 방식으로, 《캔디크러쉬 사가》나 《애니팡》 등의 퍼즐 게임들과 유사하나, 퍼즐 칸이 육각형으로 되어 있어 대각선 이동이 가능한 것이 특징이다.
또한 프렌즈팝의 발매 이틀만에 앱 스토어 전체 무료 앱 순위에서 1위를 할 정도로 돌풍을 일으켰고, 출시 후 1년 동안 앱스토어와 구글 플레이 양대 오픈마켓에서 매출 10위권을 유지하여 장기 흥행에도 성공하였다. 2016년 11월 누적 다운로드 수 1200만을 돌파하였다.
2019년 4주년을 맞이했다.